# Grb San Marina
Grb San Marina najvjerojatnije potječe iz 14. stoljeća i stari je simbol neovisnosti najstarije živuće republike na svijetu.
Grb se nalazi i na zastavi i na grbu nogometnog saveza.

## Opis
Na plavom štitu nalaze se tri zelene planine s tri srebrne kule, ukrašene s tri pera. Kule predstavljaju tri citadele San Marina - La Guaitu, La Cestu i La Montalu - a brda tri vrha planine Monte Titano.
Moto LIBERTAS (sloboda) može se odnositi na prihvaćanje političkih prognanika
u ranim godinama San Marina kao i na očuvanje neovisnosti i pored okruženosti većim državama. Može se povezati i s navodnim posljednjim riječima osnivača Marinua - Relinquo vos liberos ab utroque homine (Ostavljam vas slobodne od bilo koga drugog).
Hrastova i lovorova grančica, koje okružuju grb, simboli su stabilnosti i slobode.
Kruna je simbol suvereniteta.